# Daviesia podophylla
Daviesia podophylla är en ärtväxtart som beskrevs av Michael Douglas Crisp. Daviesia podophylla ingår i släktet Daviesia, och familjen ärtväxter. Inga underarter finns listade i Catalogue of Life.